# 후지사키 에리
후지사키 에리(일본어: 藤咲 えり ふじさき えり[*], 3월 20일 - )는 일본의 배우이자 가수이다. 전 다카라즈카 가극단 소라구미 소속 여역이다.
효고현 아시야시, 코난여자고등학교 출신이다. 키 160cm, 애칭은 "에리", "후지"이다.
소속사는 다카라즈카 라이브 넥스트이다.

## 약력
2003년, 다카라즈카 음악학교에 입학하였다.
2005년, 다카라즈카 가극단 91기생으로 입단. 입단 당시 성적은 5등. 하나구미 공연 「마라케시 붉은 묘표／엔터 더 레뷰」로 초무대. 그 후, 소라구미에 배속되었다.
2009년, 오오조라 유우히ㆍ노노 스미카 톱콤비 대극장 오히로메 공연 「카사블랑카」로 신인공연 첫 히로인을 맡았다.
2012년 7월 1일, 오오조라 유우히ㆍ노노 스미카 톱콤비 퇴단 공연 「화려한 나날／크라이 맥스」 도쿄 공연 천추락을 기해, 다카라즈카 가극단을 퇴단하였다.
퇴단 후에는 가수로서 라이브나 콘서트에 출연하는 것 외에 대학과 음악스쿨에서 강사도 하고 있다.

## 인물
친동생으로 유키구미 남역 쿠죠 아스 (94기)가 있다.